# Nadija Didenko
Nadija Wiktoriwna Didenko (ukr.: Надія Вікторівна Діденко; ur. 7 marca 1986 w Iwano-Frankiwsku) – ukraińska narciarka dowolna, specjalizująca się w skokach akrobatycznych.
W 2006 roku zdobyła złoty medal na mistrzostwach świata juniorów w Krasnoje Oziero. Startowała na igrzyskach w Turynie i igrzyskach w Vancouver, gdzie zajęła odpowiednio 20. i 13. miejsce w skokach akrobatycznych. Brała udział czterokrotnie w mistrzostwach świata. Najlepszy wynik uzyskała na mistrzostwach w Inawashiro, gdzie uplasowała się na 12. miejscu w skokach akrobatycznych. Najlepsze wyniki w Pucharze Świata osiągnęła w sezonie 2012/2013, kiedy to zajęła 24. miejsce w klasyfikacji generalnej a w klasyfikacji skoków akrobatycznych uplasowała się na 7. pozycji.

## Osiągnięcia

### Igrzyska olimpijskie
| Miejsce | Dzień     | Rok  | Miejscowość | Konkurencja        | Zwycięzca     |
| ------- | --------- | ---- | ----------- | ------------------ | ------------- |
| 20.     | 22 lutego | 2006 | Turyn       | Skoki akrobatyczne | Evelyne Leu   |
| 13.     | 24 lutego | 2010 | Vancouver   | Skoki akrobatyczne | Lydia Lassila |

### Mistrzostwa świata
| Miejsce | Dzień    | Rok  | Miejscowość          | Konkurencja        | Zwycięzca    |
| ------- | -------- | ---- | -------------------- | ------------------ | ------------ |
| 22.     | 18 marca | 2005 | Ruka                 | Skoki akrobatyczne | Li Nina      |
| 14.     | 10 marca | 2007 | Madonna di Campiglio | Skoki akrobatyczne | Li Nina      |
| 12.     | 4 marca  | 2009 | Inawashiro           | Skoki akrobatyczne | Li Nina      |
| 14.     | 4 lutego | 2011 | Deer Valley          | Skoki akrobatyczne | Cheng Shuang |

### Puchar Świata

#### Miejsca w klasyfikacji generalnej
- sezon 2004/2005: 90.
- sezon 2005/2006: 51.
- sezon 2006/2007: 31.
- sezon 2007/2008: 48.
- sezon 2008/2009: 53.
- sezon 2009/2010: 31.
- sezon 2010/2011: 25.
- sezon 2011/2012: 27.
- sezon 2012/2013: 24.
- sezon 2012/2013: 188.

#### Miejsca na podium w zawodach
1. Bukowel – 23 lutego 2013 (skoki akrobatyczne) – 2. miejsce